# 逆转裁判 (动画)
《逆转裁判 ～对这个“真相”，有异议！～》（日语：逆転裁判 ～その「真実」、異議あり！～）是由日本读卖电视台和A-1 Pictures制作的电视动画，改编自卡普空电子游戏《逆转裁判系列》，於2016年4月2日起播出第一季，第二季於2018年10月6日起播出。

## 概要
《逆转裁判》系列是由卡普空于2001年起制作的法庭辩论系列游戏，原作中玩家将扮演律师成步堂龙一，为了帮委托人洗刷冤屈而在法庭展开辩论。
在2015年9月17日开幕的东京电玩展上，卡普空公布了《逆转裁判》電視动画化的决定。同年12月19日，制作方公布了制作人员及声优名单，并于2016年4月2日起在日本电视台系列播出。繼2016年推出首部電視動畫後，官方宣布將於2018年10月6日推出《逆轉裁判 第二季》動畫。

## 登场人物

### 主要人物
成步堂龍一（配音：梶裕貴（日本）；鈕凱暘、張乃文〈幼年〉（台灣））
本作主角，新手律師（第1話剛開始時提及取得資格才3個月）。於恩師綾里千尋遭到殺害後被迫提早獨立從業。事件結束後正式繼承師業成為成步堂法律事務所所長。
綾里真宵（配音：悠木碧（日本）；連思宇（台灣））
本作女主角，新手靈媒師（17歲）。因親姊姊綾里千尋被殺害時正好在事務所而成為被告，曾在姊姊被殺害之前被委託保管證物「沉思者座鐘」。事件結束後與成步堂正式聯盟成為其助手。
綾里千尋（配音：中村千繪（日本）；張乃文（台灣））
知名優秀律师，真宵的姊姊（27歲），成步堂恩師（尊稱千尋小姐、台版翻譯千尋姐），綾里法律事務所所長。在自身遭到殺害後，多次於後續事件陷入膠著的關鍵時刻透過附身在真宵或春美身上幫助成步堂。
御劍侍（配音：玉木雅士（日本）；蔣鐵城、連宓均〈幼年〉（台灣））
成步堂兒时好友，人称「天才檢察官」，同時也是成步堂最主要法庭對手。雖法庭上處處與成步堂為敵，不過第7話卻反過來協助對付該案兇手。
糸鋸圭介（配音：岩崎征實（日本）；梁興昌（台灣））
常常負責殺人案初步調查的刑警。非常尊敬御劍。常常會在話尾加「的說～」。
矢張政志（配音：奈良徹、中村千繪→奈良徹〈幼年〉（日本）；張騰、連思宇〈幼年〉（台灣））
成步堂與御劍兒時好友，运气总是糟糕透顶。成步堂成為律师後的第一個辯護者。事件結束後將另一個「沉思者座鐘」送給千尋（即後續她叫妹妹過來要她保管的那個）。
狩魔冥（配音：弓場沙織（日本）；李昀晴（台灣））
自稱「天才檢察官」，原本是在美國檢察院工作，13歲就當上檢察官。是檢察官「狩魔豪」的女兒，愛帶皮鞭上庭，無論法官、證人或是律師，一言不合就拿皮鞭亂抽別人，連法官都默許這種行為。也是跟「御劍怜侍」同為檢察官狩魔豪的同門師兄妹關係，立志打倒「御劍怜侍」。
綾里春美（配音：久野美咲（日本）；李昀晴（台灣））
真宵和千尋的表妹，擁有強大靈力。真宵暱稱她為「小春」。
戈德（配音：平田廣明（日本）；張騰（台灣））
神秘的檢察官。特徵是白髮和戴著紅色鏡片的面具，非常愛喝咖啡，常在法庭上喝。本名、長相、年齡、來歷一切不詳的謎之人物。台灣曼迪譯名：吾童。
審判長（配音：樋浦勉（日本）；梁興昌（台灣））
地方法庭審判長，無設定姓名的光頭灰色大鬍子老人。唯一作用就是主持審判，常被成步堂以及檢察官突來之行徑搞得一頭霧水。還有一個同樣在當法官的弟弟。

### 事件人物

#### 第一季
第1話「第一次的逆轉」
高日美佳（配音：不明（日本）；連思宇（台灣））
被害人，職業是模特兒，也是矢張的女友。
山野星雄（配音：高橋伸也（日本）；蔣鐵城（台灣））
殺害美佳的真凶。職業為報紙推銷員，為了嫁禍矢張作为證人登場。
亞内武文（配音：横島亘（日本）；梁興昌（台灣））
被稱為「新人殺手」的檢察官，成步堂第一次上庭的對手。
第2 - 4話「逆轉姊妹」
小中大（配音：手塚弘道（日本）；張騰（台灣））
「株式會社小中文化社」社長，是名專門暗中掌握他人把柄並進行敲詐的人，所以造成他在各界的影響力極大。喜歡在言語中夾雜著英語。
松竹梅世（配音：本多真梨子（日本）；張乃文（台灣））
目擊者，小中大的秘書。
星影宇宙之介（配音：杉崎亮（日本）；蔣鐵城（台灣））
星影法律事務所所長，千尋的師父。於「逆轉，然後再見」、「回憶的逆轉」再次登場。
服務生（配音：不明（日本）；張騰（台灣））
板東飯店服務員領班，本名不明。將小中大與松竹梅世一同出現在飯店登記住房手續之事告知正在找尋線索的成步堂。
第5 - 7話「逆轉將軍俠」
荷星三郎（配音：山本祥太（日本）；張騰（台灣））
被告。飾演《大江戶戰士將軍俠》主角將軍俠的演員，也是成步堂接手事務所後第一位案件委託人。與豪放外觀相反，個性極為內向。於「再見，逆轉」再次登場。
衣袋武志（配音：不明（日本）；蔣鐵城（台灣））
被害者。飾演《大江戶戰士將軍俠》反派惡代官的明星演員。
大場薰（配音：杉本优（日本）；張乃文（台灣））
暱稱「大腸嬸」，目擊者，英都攝影所保全。講話非常囉唆，速度如同放機關槍（台版新增台灣國語設定），是個連法官和御劍都會頭痛的人物。於「再見，逆轉」再次登場，但穿著太空衣，擔任板東帝國飯店的保全。台灣曼迪譯名：大場香。
間宮由美子
英都攝影所道具組人員。
大瀧九太（配音：石上静香（日本）；張乃文（台灣））
小學生，也是《大江戶戰士將軍俠》超级影迷，由於经常在攝影棚出没而令大嬸傷腦筋。
宇在拓也（配音：西野真人（日本）；蔣鐵城（台灣））
《大江戶戰士將軍俠》導演，身材肥胖。在看到真宵後，得到了新作「小江戶劍士公主俠」的靈感，並於事件結束後正式製播。
姬神樱（配音：日野由利加（日本）；連思宇（台灣））
《大江戶戰士將軍俠》製片人，愛用煙管抽菸。常研讀劇本時坐在或用高跟鞋踏在導演背上。曾一手將快倒閉的英都攝影所重現輝煌，使得全攝影所人員都不敢違逆她。
第8 - 12話「逆轉，然後再見」
生倉雪夫（配音：不明（日本）；徐偉翔（台灣））
被害者，為星影法律事務所律師及DL6號事件辯護律師。
大澤木夏美（配音：高木禮子（日本）；張乃文（台灣））
目擊者，自稱是研究生。特徵是有大阪腔口音及爆炸頭。於「再會，然後逆轉」再次登場。
租船小屋的大叔（配音：蓮岳大（日本）；吳文民（台灣））
葫蘆湖的租借划船小屋的管理員。從數年前就喪失記憶。
灰根高太郎（配音：蓮岳大（日本）；吳文民（台灣））
前法警，也是DL6號事件被告。後來生倉雪夫的辯護而獲判無罪，但因DL6號事件的影響對他造成太大傷害，最後選擇假裝喪失記憶隱居。
小百合（配音：不明（日本）；李昀晴（台灣））
租船小屋管理員飼養的鸚鵡，一直重複喊著「別忘了DL6號事件」。
狩魔豪（配音：大塚明夫（日本）；梁興昌→張騰（台灣））
有著「檢察廳的魔王」之稱的一流檢察官，也是御劍之師，擁有「四十年無敗績」的美稱，每次開庭為求勝訴不擇手段。在四十年間未曾休假過，但因DL6號事件而休過一次假。於「逆轉的約定」、「傳達吧，逆轉的旋律」回憶劇情中再次登場。
御劍信（配音：綿貫龍之介（日本）；梁興昌（台灣））
御劍侍父親，生前是名律師。於十五年前遭到槍殺身亡，而當時案件稱為「DL6號事件」。
綾里舞子（配音：仲村香織（日本））
真宵與千尋的母親。在DL6號事件中因替警方靈媒御劍信的靈魂一事被洩漏出去，但最後被告人灰根高太郎獲判無罪而被媒體批評為騙子靈媒師。在DL6號事件後下落不明。
第13話「逆轉的約定」
夫人（配音：中川奈美（日本）；李昀晴（台灣））
遺棄小狗的原飼主。姓氏是管野。
小狗
小學時的矢張發現的棄犬，很親近御劍，後來被御劍收養。
第14 - 17話「再會，然後逆轉」
霧崎哲郎（配音：野坂尚也（日本）；張騰（台灣））
霧崎外科醫院院長。
綾里紀美子（配音：津川祝子（日本）；連思宇（台灣））
綾里舞子的姊姊，春美的母親，千尋和真宵的阿姨。穿著黑色和服並綁著很大的髮髻。於「聽到逆轉的浪聲」回憶劇情中再次登場。
葉中長閑（配音：笹本菜津枝（日本）；連宓均（台灣））
證人，研究超自然現象的大學生，葉中未實的妹妹。
葉中未實（配音：笹本菜津枝（日本）；連宓均（台灣））
葉中長閑的姊姊。霧崎外科醫院護士，一年前因用藥失誤導致14名病患死亡，數日後發生交通事故身亡。
綾里供子
倉院流靈媒道創始人，據說靈魂被封在「倉院之壺」中。
第18 - 20話「逆轉馬戲團」
馬克西米利安‧加拉克提卡（配音：浜添伸也（日本）；蔣鐵城（台灣））
被告，魔術師，通稱「馬克斯」。擅長飛行魔術，擁有高人氣，但過於自大而和其他團員相處不好。本名山田耕平，失去冷靜時說話會變成東北腔。
立見七百人（配音：佐々健太（日本）；張騰（台灣））
被害者，立見馬戲團的團長。
蜜莉卡（配音：大地葉（日本）；張乃文（台灣））
馴獸師。團長的女兒。本名立見里香。
班（配音：古川裕隆（日本）；徐偉翔（台灣））
腹語術師，有個叫「利羅（聲：古川裕隆）」的腹語人偶。本名木住勉。
湯米（配音：内田岳志（日本）；梁興昌（台灣））
目撃者，小丑，喜歡說冷笑話。本名富田松夫。
阿庫羅（配音：中務貴幸（日本）；張騰（台灣））
空中飛人。半年前因事故半身不遂，靠輪椅代步。本名木下大作。
巴特（配音：不明（日本）；徐偉翔（台灣））
空中飛人，阿庫羅的弟弟。半年前因事故昏迷不醒至今。本名木下一平。
第21 - 24話「再見，逆轉」
王都樓真悟（配音：內匠靖明（日本）；王辰驊（台灣））
被告，飾演《大江戶戰士將軍俠‧丙》主角將軍俠‧丙的當紅明星演員。
藤見野勳（配音：不明（日本）；梁興昌（台灣））
被害者，飾演《忍者南迦》主角南迦。與《大江戶戰士將軍俠‧丙》為節目競爭對手。
華宮霧緒（配音：朝井彩加（日本）；連宓均（台灣））
目擊者，王都樓真悟的經紀人。於「失竊的逆轉」再次登場。在高菱屋百貨公司擔任倉院村秘寶展的負責人。
華宮由利惠
故人，華宮霧緒的姊姊。藤見野勳的經紀人，與藤見野勳相戀並已訂婚，但由於被毀婚而自殺。原作中為霧緒的前輩天野由利惠。
田中太郎（配音：横島亘（日本）；張騰（台灣））
王都樓真悟的管家。動畫中沒有稱呼名字。
虎狼死家左左右衛門（配音：横島亘（日本）；張騰（台灣））
職業殺手。

#### 第二季
第1話「失落的逆轉」
須須木真子（配音：生田善子（日本）；張乃文（台灣））
被告。女警，糸鋸的學妹。於「逆轉的食譜」再次登場。在法式餐廳「吐麗美庵」擔任店員。
町尾守
被害者，警察。
諸平野貴雅（配音：岸尾大輔（日本）；江志倫（台灣））
目擊者，重考生。
第2 - 5話「失竊的逆轉」
星威岳哀牙（配音：關俊彥（日本）；蔣鐵城（台灣））
名偵探。右眼戴著放大鏡。
天杉優作（配音：西山宏太朗（日本）；喬資淯（台灣））
被告。「怪人☆假面MASK」本人。性格軟弱。
天杉希華（配音：慶長佑香（日本）；李昀晴（台灣））
優作的妻子。性格豪爽。
毒島黒兵衛
被害者。優作工作的「KB保全公司」社長。
法官（配音：樋浦勉（日本）；周學禮（台灣））
審判長的弟弟。於「最初的逆轉」、「華麗的逆轉」再次登場。
第6話「傳達吧，逆轉的旋律」
城樓須原美（配音：斉藤貴美子（日本）；連思宇（台灣））
初中的御劍在購物中心遇到的貴婦。假冒走失犬娜芭姆的飼主。
廣播DJ‧友里奈（配音：洲崎綾（日本）；張乃文（台灣））
初中的矢張愛聽的廣播節目DJ。成步堂藉由在她的節目點歌將訊息傳達給御劍。
娜芭姆（配音：青山吉能（日本））
在購物中心走失的白色博美犬，飼主懸賞50萬日圓找牠。
第7 - 9話「逆轉的食譜」
本土坊薫（配音：落合福嗣（日本）；馬伯強（台灣））
法式餐廳「吐麗美庵」店長。
五十嵐將兵（配音：浦山迅（日本）；周學禮（台灣））
目擊者。「吐麗美庵」常客。
鹿羽怨美（配音：早見沙織（日本）；張乃文（台灣））
金融公司「好借錢莊」職員。黑道「鹿羽組」組長鹿羽權太的孫女。
芝九藏虎之助（配音：三上哲（日本）；馬伯強（台灣））
「好借錢莊」社長。人稱「錢虎」。曾假扮成成步堂站上法庭。
岡高夫（配音：大西弘祐（日本）；梁興昌（台灣））
被害者。程式設計師。
第10 - 12話「駛向北方的逆轉特快車」
裁牙由三郎（配音：速水獎（日本）；李世揚（台灣））
美國司法參謀總局的檢察官。
哈布里·利奇南迪（配音：寺杣昌紀（日本）；周學禮（台灣））
納里金共和國的大富豪，超豪華特快車「銀星號」的主人。1年前事件的被告人。
雷吉娜·羅可摩提（配音：武田華（日本）；陳貞伃（台灣））
銀星號的乘務員。
利克·史提姆（配音：吉永拓斗（日本）；張騰（台灣））
銀星號的乘務員。
嘉姆奴蒂·潘達貝爾諾（配音：谷育子（日本）；連思宇（台灣））
1號車廂的乘客。1年前事件的目擊者。
芭達蒂·潘達貝爾諾（配音：奧野香耶（日本）；陳貞伃（台灣））
1號車廂的乘客，嘉姆奴蒂的孫女。1年前事件的目擊者。
艾德卡·皮斯頓（配音：辻親八（日本）；李世揚（台灣））
1號車廂的乘客。全美加納伊達協會會員。1年前事件的目擊者。
亞蘭·希林達（配音：土師孝也（日本）；張騰（台灣））
1號車廂的乘客。貿易評議會議員。1年前事件的目擊者。
蓋爾·格力克（配音：遊佐浩二（日本）；梁興昌（台灣））
1號車廂的乘客。本次事件的死者。1年前事件的重要證人。
安德魯·卡涅斯基
1年前事件的被害者。全美貿易聯合會事務總長，警戒納里金共和國的經濟力，企圖將其趕出美國經濟界。
美國檢察局長（配音：田所陽向（日本）；張騰（台灣））
站在美國司法界頂點的男人。
第13話「回憶的逆轉」
呑田菊三（配音：榎木淳彌（日本）；梁興昌（台灣））
被害者。勇盟大學藥學系學生，美柳千奈美的前男友。
美柳千奈美（配音：佐藤利奈（日本）；傅其慧（台灣））
目擊者。勇盟大學文學系學生，大學時代的成步堂的女友。
第14話「聽見逆轉的海浪聲」
拉麵店老闆（配音：佐久間元輝（日本）；周學禮（台灣））
真宵常去的拉麵店的老闆。
第15 - 16話「最初的逆轉」
美柳勇希（配音：水澤史繪（日本）；連思宇（台灣））
被害者。女警。
尾並田美散（配音：松田健一郎（日本）；林谷珍（台灣））
被告。死刑犯。
第17 - 23話「華麗的逆轉」
葉櫻院綾美（配音：佐藤利奈（日本）；傅其慧（台灣））
深山的修行場「葉櫻院」的尼姑。美柳千奈美的雙胞胎妹妹，綾里紀美子的女兒。台灣曼迪譯名：葉櫻院菖蒲。
毘忌尼（配音：林りんこ（日本）；傅其慧（台灣））
「葉櫻院」住持。證人。
天流齋繪里守（配音：森本73子（日本）；待查詢（台灣））
被害者。知名繪本作家。台灣曼迪譯名：天流齋愛麗絲。

## 制作人员
- 原作：卡普空
- 总制片人：菊川雄士、落越友則（第1季）、永井幸治（第2季）
- 制片人：永川幸治、三宅將典（第1季）、佐藤成俊（第2季）
- 原作监制：巧舟、江城元秀（卡普空）
- 監督：渡边步
- 系列構成：富冈淳广
- 角色设计：渡邊浩二（第1季）、太田惠子（第1季&第2季）
- 美術監督：岩瀬榮治（第1季）、薄井久代（第2季）
- 色彩設計：中尾總子
- 撮影監督：清水彩香
- 音響監督：小林克良（第1季）、小泉紀介（第2季）
- 音乐：和田薫
- 音樂制作：Aniplex
- 动画制作：A-1 Pictures（第1季）、CloverWorks（第2季）
- 製作：讀賣電視台（第1季&第2季）、A-1 Pictures（第1季）、CloverWorks（第2季）

## 主題曲
第一季
片頭曲
《逆轉贏家》（第1 - 13話）
作詞：松井五郎，作曲：岩崎貴文，編曲：CHOKKAKU，演唱：Johnny's WEST
《人生是美妙的》（第14 - 24話）
作詞：mildsalt，作曲：岩崎貴文，編曲：水岛康贵，演唱：Johnny's WEST
片尾曲
《Message》（第1 - 13話）
作詞：SINBYI、玉井健二、安田麗，作曲：成瀬裕介、玉井健二，編曲：玉井健二、釣俊輔，演唱：安田瑞
《純愛混亂》（第14 - 24話）
作詞：松井五郎，作曲、編曲：渡边彻，演唱：東京勁舞娃娃
第二季
片頭曲
《Never Lose》（第1 - 12話）
作詞：MiNE、Komei Kobayashi，作曲：FURUTA、Dr. Lilcom，編曲：久保田真悟、山下智久，演唱：山下智久
《Reason》（第13 - 23話）
作詞：JUN、WAKE、Tomohisa Yamashita，作曲：UTA、JUN，編曲：UTA TinyVoice Production，演唱：山下智久
片尾曲
《Starting Blue》（スターティングブルー）（第1 - 12話）
作詞：宮嶋淳子，作曲：哥丸雄貴，編曲：哥丸雄貴，演唱：Halca
《Beautiful days》（ビューティフルデイズ）（第13 - 23話）
作詞：あんにゅ、小幡康裕，作曲：あんにゅ，編曲：小幡康裕，演唱：Coalamode.

## 各话列表
| 話數   | 日文標題 | 中文標題                    | 劇本       | 分鏡                                | 演出                  | 總作畫監督                 | 作畫監督                                                                                                | 原作章節                                    |
| 第一季 | 第一季   | 第一季                      | 第一季     | 第一季                              | 第一季                | 第一季                     | 第一季                                                                                                  | 第一季                                      |
| ------ | -------- | --------------------------- | ---------- | ----------------------------------- | --------------------- | -------------------------- | --- | ------------------------------------------- |
| 第1話  |          | 第一次的逆轉                | 富冈淳广   | 渡邊步                              | 今井友紀子            | 太田惠子 渡邊浩二          | 立川聖治 野野下伊織 網修次郎 越後光崇 中島裕里 久原陽子                                                 | 逆轉裁判 第1話「第一次的逆轉」              |
| 第2話  |          | 逆轉姊妹 - 初審             | 網谷正治   | 內田信吾                            | 內田信吾              | 太田惠子 渡邊浩二          | 高崎美里 清水裕輔                                                                                       | 逆轉裁判 第2話「逆轉姊妹」                  |
| 第3話  |          | 逆轉姊妹 - 二審             | 網谷正治   | 三上喜子                            | 三上喜子              | 太田惠子 渡邊浩二          | 泉廣代 藤原宏樹                                                                                         | 逆轉裁判 第2話「逆轉姊妹」                  |
| 第4話  |          | 逆轉姊妹 - 終審             | 網谷正治   | 嵯峨敏                              | 嵯峨敏                | 太田惠子 渡邊浩二          | 立川聖治 野野下伊織 網修次郎 越後光崇 久原陽子 松原榮介 太田惠子                                        | 逆轉裁判 第2話「逆轉姊妹」                  |
| 第5話  |          | 逆轉將軍俠 - 初審           | 久尾步     | 今井友紀子                          | 今井友紀子            | 太田惠子 渡邊浩二          | 栗林優 中島裕里 高橋道子                                                                                | 逆轉裁判 第3話「逆轉將軍俠」                |
| 第6話  |          | 逆轉將軍俠 - 二審           | 久尾步     | 佐佐木守                            | 佐藤清光              | 太田惠子 渡邊浩二          | 酒井孝裕                                                                                                | 逆轉裁判 第3話「逆轉將軍俠」                |
| 第7話  |          | 逆轉將軍俠 - 終審           | 久尾步     | 江崎慎平                            | 金子伸吾              | 太田惠子 渡邊浩二          | 遠藤大輔 山下喜光                                                                                       | 逆轉裁判 第3話「逆轉將軍俠」                |
| 第8話  |          | 逆轉，然後再見 - 初審       | 神山修一   | 尾崎隆晴                            | 尾崎隆晴              | 太田惠子 渡邊浩二          | 清水裕輔 高崎美里 三井麻未                                                                              | 逆轉裁判 第4話「逆轉，然後再見」            |
| 第9話  |          | 逆轉，然後再見 - 二審       | 神山修一   | 誌村宏明                            | 山内東生雄            | 太田惠子 渡邊浩二          | 三浦春樹 森悅史 青木真理子                                                                              | 逆轉裁判 第4話「逆轉，然後再見」            |
| 第10話 |          | 逆轉，然後再見 - 三審       | 神山修一   | 佐佐木守                            | 河野亞矢子            | 太田惠子 渡邊浩二 藤原宏樹 | 犬塚政彦                                                                                                | 逆轉裁判 第4話「逆轉，然後再見」            |
| 第11話 |          | 逆轉，然後再見 - 四審       | 神山修一   | 誌村宏明                            | 丸山裕介              | 太田惠子 渡邊浩二          | 網修次郎 松原榮介 泉廣代                                                                                | 逆轉裁判 第4話「逆轉，然後再見」            |
| 第12話 |          | 逆轉，然後再見 - 終審       | 神山修一   | 所智一                              | 和田高明 井端義秀     | 立川聖治                   | 高橋道子 清水裕輔 野野下伊織 栗原優                                                                     | 逆轉裁判 第4話「逆轉，然後再見」            |
| 第13話 |          | 逆轉的約定                  | 富岡淳廣   | 渡邊步、內田信吾                    | 子沙也                | 渡辺浩二                   | 藤原宏樹 中島裕里 栗原優 萩尾圭太 大塚八愛 安留雅彌 志賀道憲 梶浦紳一郎 本多美雪 松原榮介               | 原創動畫                                    |
| 第14話 |          | 再會，然後逆轉 - 初審       | 兵頭一步   | 佐佐木守                            | 深瀨重                | 渡辺浩二                   | 門智昭                                                                                                  | 逆轉裁判2 第2話「再會，然後逆轉」           |
| 第15話 |          | 再會，然後逆轉 - 二審       | 兵頭一步   | 今井友紀子                          | 今井友紀子            | 藤原宏樹                   | 實藤晴香 武佐友紀子 犬塚政彦                                                                            | 逆轉裁判2 第2話「再會，然後逆轉」           |
| 第16話 |          | 再會，然後逆轉 - 三審       | 兵頭一步   | 島崎奈奈子                          | 島崎奈奈子            | 立川聖治                   | 泉廣代 清水裕輔                                                                                         | 逆轉裁判2 第2話「再會，然後逆轉」           |
| 第17話 |          | 再會，然後逆轉 - 終審       | 兵頭一步   | 阪井寛樹                            | 金子伸吾              | 渡邊浩二                   | 佐佐木睦美                                                                                              | 逆轉裁判2 第2話「再會，然後逆轉」           |
| 第18話 |          | 逆轉馬戲團 - 初審           | 富田赖子   | 渡邊步 志村宏明                     | 丸山裕介              | 藤原宏樹                   | 犬塚政彦 斋藤晴香 武佐友紀子 齐藤香                                                                     | 逆轉裁判2 第3話「逆轉馬戲團」               |
| 第19話 |          | 逆轉馬戲團 - 二審           | 富田赖子   | 所智一                              | 菱川直樹              | 立川聖治                   | 網修次郎 清水裕輔 栗原優                                                                                | 逆轉裁判2 第3話「逆轉馬戲團」               |
| 第20話 |          | 逆轉馬戲團 - 終審           | 富田赖子   | 所智一                              | 井端義秀              | 渡邊浩二                   | 泉廣代 中島裕里 松原榮介 立川聖治 網修次郎 栗原優                                                       | 逆轉裁判2 第3話「逆轉馬戲團」               |
| 第21話 |          | 再見，逆轉 - 初審           | 富岡淳廣   | 誌村宏明                            | 島崎奈奈子            | 立川聖治                   | 犬塚政彥 武佐由起子 斎藤晴香 齊藤香                                                                     | 逆轉裁判2 第4話「再見，逆轉」               |
| 第22話 |          | 再見，逆轉 - 二審           | 富岡淳廣   | 尾崎隆晴                            | 尾崎隆晴              | 渡邊浩二                   | 高橋道子 松原榮介 泉廣代 真田志津江 立川聖治 栗原優 中島裕里                                            | 逆轉裁判2 第4話「再見，逆轉」               |
| 第23話 |          | 再見，逆轉 - 三審           | 富岡淳廣   | 今井友紀子                          | 今井友紀子            | 藤原宏樹                   | 藤原宏樹 小橋弘侑 網修二郎                                                                              | 逆轉裁判2 第4話「再見，逆轉」               |
| 第24話 |          | 再見，逆轉 - 終審           | 富岡淳廣   | 渡邊歩                              | 深瀬重                | 太田惠子                   | 太田惠子 渡辺浩二 立川聖治 佐佐木守 泉廣代 中島裕里 松原榮介 栗原優 久原陽子                            | 逆轉裁判2 第4話「再見，逆轉」               |
| 第二季 |          |                             |            |                                     |                       |                            | |                                             |
| 第1話  |          | 失落的逆轉                  | 富岡淳廣   | 渡邊步                              | 今井友紀子            | 太田惠子                   | 小泉初榮 小丸敏之 佐野隆雄                                                                              | 逆轉裁判2 第1話「失落的逆轉」               |
| 第2話  |          | 失竊的逆轉 - 初審           | 石橋大助   | 今井友紀子                          | 高田昌豐 今井友紀子   | 小丸敏之                   | 河合拓也 小丸敏之                                                                                       | 逆轉裁判3 第2話「失竊的逆轉」               |
| 第3話  |          | 失竊的逆轉 - 二審           | 石橋大助   | 石踊宏                              | 深瀬重                | -                          | 佐野隆雄 高橋道子 河合拓也                                                                              | 逆轉裁判3 第2話「失竊的逆轉」               |
| 第4話  |          | 失竊的逆轉 - 三審           | 石橋大助   | 和田高明                            | 和田高明              | 小丸敏之                   | 本多美雪 本多惠美                                                                                       | 逆轉裁判3 第2話「失竊的逆轉」               |
| 第5話  |          | 失竊的逆轉 - 終審           | 石橋大助   | 高橋知也                            | 深瀨重                | 佐野隆雄                   | 平野翔 高橋宏郁 長川薰 谷口繁則 今泉龍太 増田敏彦 森谷春樹 はしもとかつみ 渡邊一平太 河本華穗 本多美雪  | 逆轉裁判3 第2話「失竊的逆轉」               |
| 第6話  |          | 傳達吧，逆轉的旋律          | 阿部沙耶佳 | 今井友紀子                          | 高橋謙仁              | 太田惠子                   | 河合拓也 兒玉亮 清水裕輔 本多惠美 小泉初榮                                                              | 原創動畫                                    |
| 第7話  |          | 逆轉的食譜 - 初審           | 石橋大助   | 佐山聖子                            | 岡本惠里香            | 小丸敏之                   | 鈴木彩乃 柄谷綾子 竹本未希 滿若高代 大森理惠 齋藤佳子 小丸敏之                                          | 逆轉裁判3 第3話「逆轉的食譜」               |
| 第8話  |          | 逆轉的食譜 - 二審           | 石橋大助   | 富田浩章                            | 深瀨重 上田慎一郎     | 渡邊浩二                   | Kim Heekang Kim Daehoon In Taesun Kwon Yongsang Seo Soonyoung                                           | 逆轉裁判3 第3話「逆轉的食譜」               |
| 第9話  |          | 逆轉的食譜 - 終審           | 北條千夏   | 誌村宏明                            | 山口頼房              | 小丸敏之                   | 吉田優子 大塚八愛 水谷雄一郎 松原榮介 清水裕輔                                                          | 逆轉裁判3 第3話「逆轉的食譜」               |
| 第10話 |          | 駛向北方的逆轉特快車 - 初審 | 富岡淳廣   | 富田浩章                            | 和田高明              | 渡邊浩二                   | 渡邊浩二 小泉初榮 河合拓也 本多美雪 大塚八愛 児玉亮                                                     | 『V Jump』連載漫畫 「駛向北方的逆轉特快車」 |
| 第11話 |          | 駛向北方的逆轉特快車 - 二審 | 富岡淳廣   | 大橋譽志光                          | 河野亞矢子            | 小丸敏之                   | 小丸敏之 中熊太一 清水祐輔 中島裕里 石田一將                                                            | 『V Jump』連載漫畫 「駛向北方的逆轉特快車」 |
| 第12話 |          | 駛向北方的逆轉特快車 - 終審 | 富岡淳廣   | 河野亞矢子 誌村宏明                 | 高橋謙仁 山口賴房     | 太田惠子 渡邊浩二          | 小泉初榮 毛應星 神山英吏 中島裕里 本多美雪 清水裕輔 兒玉亮 河合拓也 張昀                                | 『V Jump』連載漫畫 「駛向北方的逆轉特快車」 |
| 第13話 |          | 回憶的逆轉                  | 藤田伸三   | 渡邊歩 今井友紀子 菅沼栄治 角地拓大 | 上田慎一郎 深瀨重     | 小丸敏之 渡辺浩二          | Kim Heekang Kim Daehoon Seo Soonyoung In Taesun Jo Yongjoo Kwon Yongsang Ko Dahee Ko Daeun              | 逆轉裁判3 第1話「回憶的逆轉」               |
| 第14話 |          | 聽見逆轉的海浪聲            | 阿部沙耶香 | 河野亞矢子                          | 河野亞矢子            | 太田惠子                   | 兒玉亮 篁馨 有我洋美 中島裕里 松原榮介 中熊太一 本多美雪                                                | 原創動畫                                    |
| 第15話 |          | 最初的逆轉 - 初審           | 兵頭一歩   | 角地拓大                            | 角地拓大              | 渡邊浩二                   | 安留雅彌 大塚八愛 泉美紗子 大槻知會 伊藤智子 小川麻衣 藤澤俊幸 清水裕輔 河合拓也                        | 逆轉裁判3 第4話「最初的逆轉」               |
| 第16話 |          | 最初的逆轉 - 終審           | 兵頭一歩   | 今井友紀子                          | 伊福覺志              | 小丸敏之                   | 小菅和久 濱津武廣 奧谷周子 日高真由美 森悦史 林隆祥 松原一之                                            | 逆轉裁判3 第4話「最初的逆轉」               |
| 第17話 |          | 華麗的逆轉 - 初審           | 竹田裕一郎 | 渡邊歩 富田浩章                     | 高橋謙仁 村田尚樹     | 太田惠子                   | 川口千里 河合拓也 松原榮介 毛應星 篁馨 張昀 兒玉亮 大塚八愛 中熊太一                                    | 逆轉裁判3 第5話「華麗的逆轉」               |
| 第18話 |          | 華麗的逆轉 - 二審           | 竹田裕一郎 | 大橋一輝                            | 大橋一輝              | 渡邊浩二                   | 河合拓也 木村都彦 萩尾圭太 龜田朋幸 泉美紗子 中熊太一 清水祐輔 兒玉亮 伊藤智子 本多美雪 岡崎洋美        | 逆轉裁判3 第5話「華麗的逆轉」               |
| 第19話 |          | 華麗的逆轉 - 三審           | 竹田裕一郎 | 上田慎一郎                          | 上田慎一郎            | 小丸敏之                   | Kim Hee Kang In Tae Seon Kim Dae Hoon Seo Soon Young Kwon Young Sang                                    | 逆轉裁判3 第5話「華麗的逆轉」               |
| 第20話 |          | 華麗的逆轉 - 四審           | 竹田裕一郎 | 誌村宏明                            | 河野亞矢子 北久保弘之 | 太田惠子                   | 久松沙紀 佐伯直實 兒玉亮 清水祐輔 河合拓也 大原大 篁馨                                                  | 逆轉裁判3 第5話「華麗的逆轉」               |
| 第21話 |          | 華麗的逆轉 - 五審           | 竹田裕一郎 | 角地拓大                            | 大橋一輝 角地拓大     | 渡邊浩二                   | 小川麻衣 河合拓也 岡崎洋美 兒玉亮 張昀 大塚八愛 毛應星 泉美紗子 中熊太一 伊藤智子 櫻井拓郎 五十子忍     | 逆轉裁判3 第5話「華麗的逆轉」               |
| 第22話 |          | 華麗的逆轉 - 六審           | 竹田裕一郎 | 今井友紀子                          | 伊福覺志              | 小丸敏之                   | 小川玖理周 本多美雪 西村元秀 日高真由美 木村麻亞紗 高橋隆子 西川繪奈 福田裕樹                           | 逆轉裁判3 第5話「華麗的逆轉」               |
| 第23話 |          | 華麗的逆轉 - 終審           | 竹田裕一郎 | 渡邊歩                              | 今井友紀子            | 太田恵子 渡邊浩二 小丸敏之 | 小丸敏之 河合拓也 兒玉亮 伊藤智子 本多美雪 中熊太一 岡崎洋美 清水裕輔 篁馨 木村都彥 水谷雄一郎 松原榮介 | 逆轉裁判3 第5話「華麗的逆轉」               |

## 播放電视台
日本国内
| 播放地區 | 播放電視台             | 播放日期                                                                       | 播放時間（UTC+9）    | 所屬聯播網                  | 備註                       |
| -------- | ---------------------- | ------------------------------------------------------------------------------ | -------------------- | --------------------------- | -------------------------- |
| 日本全国 | 日本电视台联播网成员台 | 2016年4月2日 - 2016年9月24日（第一季） 2018年10月6日 - 2019年3月30日（第二季） | 星期六 17:30 - 18:00 | 日本电视台联播网            | [ 註 6 ] [ 註 7 ] [ 註 8 ] |
| 大分县   | 大分电视台             | 2016年4月3日 - 2016年9月25日（第一季） 2018年10月7日 - 2019年3月31日（第二季） | 星期日 07:00 - 07:30 | 日本电视台联播网/富士電視網 | [ 註 9 ]                   |
| 日本全国 | Animax                 | 2016年9月5日 - 2017年2月20日（第一季）                                         | 星期一 19:00 - 19:30 | 卫星电视                    |                            |

## BD/DVD
第一季
| 卷數 | 發售日期       | 収錄集數        | 規格型號      | 規格型號      |
| 卷數 | 發售日期       | 収錄集數        | BD限定版      | DVD限定版     |
| ---- | -------------- | --------------- | ------------- | ------------- |
| 1    | 2016年8月24日  | 第1話 - 第13話  | ANZX-12061〜4 | ANZB-12061〜4 |
| 2    | 2016年12月21日 | 第14話 - 第24話 | ANZX-12065〜8 | ANZB-12065〜8 |